# Vlow
Die VLOW! war eine internationale Konferenz für Architekten und Kommunikations-Designer, die ab 2008 alle zwei Jahre in Bregenz stattfand. Veranstaltet wurde die VLOW! von der Kongresskultur Bregenz GmbH und fand in den Räumlichkeiten des Festspielhauses Bregenz statt. An der internationalen Konferenz nahmen Fachleute aus Architektur, Grafik- und Industrie-Design sowie Werbung und Marketing teil.

## Konferenz
Das Ziel des Kongresses war, Kooperationsmodelle zwischen den kreativen Branchen aufzuzeigen und neue Netzwerke zu fördern. Dabei präsentierten Architektur- und Kommunikationsexperten Trends und Erfahrungen und Teilnehmer tauschten sich aus und trafen mit möglichen Auftraggebern aus Industrie und Gewerbe zusammen.
Premiere der VLOW! war vom 25. bis 27. April 2008 im Festspielhaus Bregenz. Die zweite VLOW! fand vom 22. bis 24. April 2010 statt. Im Jahr 2012 wurde die VLOW! in den Herbst verlegt und fand vom 4. bis 6. Oktober statt. Die darauf folgende VLOW! wurde vom 14. bis zum 18. Oktober 2014 abgehalten und die vorläufig letzte VLOW! vom 27. bis 29. Oktober 2016. Für die Kongresskonzeption und Programmleitung zeichnete Hans-Joachim Gögl verantwortlich, moderiert von Clemens Theobert Schedler.
Die VLOW! vergab alle zwei Jahre das Corporate Design als „design in progress“ an ein anderes herausragendes Gestaltungsbüro: 2008 blottodesign, Berlin; 2010 NORM, Zürich; 2012 Alex Wiederin, New York; 2014 cyan, Berlin und 2016 Studio Feixen, Luzern.
Der Name leitet sich ab vom englischen Begriff „flow“, was so viel bedeutet wie Schaffens- oder Tätigkeitsrausch, Funktionslust, das Gefühl des völligen Aufgehens in einer Tätigkeit. Da im kooperativen, schöpferischen Prozess der Irrtum, das Falsche oder Irritierende das in Wirklichkeit Richtige ist, steht ein V statt des F. Und auch weil die VLOW! in Vorarlberg stattfindet.
Fester Bestandteil der VLOW! war der Open Space. Dabei konnte jeder im Plenum ein Thema vorstellen, über das er diskutieren wollte. Im Anschluss trafen sich die Konferenzteilnehmer in Gruppen zu Diskussionen über die verschiedenen Themen. Der Open Space bot die Möglichkeit, die eigene Profession vorzustellen, Erfahrungen auszutauschen und neue Partner zu finden.

## VLOW! Award
Nachwuchsarbeiten von Studierenden verschiedener Hochschulen wurden von einer Jury bewertet und mit dem VLOW!Award ausgezeichnet.

## Referenten
2008
- Markus Schaefer, Hosoya Schaefer Architects, Zürich
- Lutz Engelke und Daniel Strauß, Triad, Berlin
- Keith Ulrich, DHL Innovation Center, Troisdorf
- Peter Heintel, Kooperationsforscher, Klagenfurt
- Peter Martin, Martin et Karczinski, München
- Walter Pamminger, Buchgestalter, Wien
- Joachim Sauter, ART + COM, Berlin
- Will Alsop, Alsop Architects, London
- Dieter Brell und Stephan Lauhoff, 3deluxe graphics, Wiesbaden
- Markus Hanzer, mira 4, Wien
- Jons Messedat, Autor, Stuttgart
- Ruedi Baur, Architekt, Paris, Zürich
- Herbert Salzmann, Unternehmensberater, Innsbruck
- JUTOJO, Berlin (VLOW!Night)

2010
- Peter Heintel, Kooperationsforscher, Klagenfurt
- Lars Krückeberg, Wolfram Putz, Thomas Willemeit, Graft, Los Angeles
- Roland Lambrette, Atelier Markgraph, Frankfurt
- Edelbert Köb, Museum moderner Kunst Stiftung Ludwig, Wien
- Kristin Irion, Bringolf Irion Vögeli, Zürich
- Barbara Holzer, Holzer Kobler Architekturen, Zürich
- Sebastian Oschatz, Meso Digital Interiors, Frankfurt
- Rose Epple, Detlef Weitz, chezweitz & roseapple, Berlin
- Pfadfinderei, Grafikdesign, VJs, Berlin
- Neil Thomas, Atelier One, London
- Edwin Drexel, Organisationsberater,
- Ulrich Weinberg, Design Thinking, Potsdam
- Laurence Madrelle, LM communiquer, Paris
- Shohei Shigematsu, OMA, New York
- Bernhard von Mutius, Sozialwissenschaftler und Philosoph, Potsdam

2012
- Daniel Libeskind, New York
- Benedetta Tagliabue, Miralles Tagliabue EMBT, Barcelona
- Matter Practice New York
- François Chalet, Extended Animation, Zürich
- Fidel Peugeot, Walking Chair, Basel
- Sascha Lobe, L2M3, Stuttgart
- Uwe Reinhart, Kulturwissenschaftler
- Sabine Dreher, Liquid Frontiers
- Eike König, Hort, Berlin
- Guido Mamczur, D´ART Design Gruppe, Neuss
- Selina Ingold, Medienwissenschaftlerin, St. Gallen
- Barbara Camenzind
- Philipp Beck, Atelier 522, Markdorf
- Gunnar Green, Studio TheGreenEyl, Berlin
- Roger Aeschbach, Basel

2014
- Marian Goodman, MIT, Cambridge
- Niklaus Troxler, Willisau
- Kjetil Thorsen, Snohetta
- Luna Maurer, Studio Moniker, Amsterdam
- Marc Tamschick, Media+Space, Berlin
- Christine Bär, Ashoka, Berlin
- Dennis Hoening-Ohnsorg, Ashoka, Berlin
- Lena Marbacher, Launchlabs Berlin
- Sven Klomp, Atelier für Szenografie, Hamburg
- Markus Edgar Hormeß, workplayexperience, Schwaig b. Nürnberg
- Adam Lawrence, workplayexperience, Schwaig b. Nürnberg
- Mark Phillips, Hochschule Coburg
- Jan Teunen, Teunen Konzepte, Geisenheim
- Uwe Brückner, Atelier Brückner, Stuttgart
- Katrin Middel, Polyform, Berlin
- Susanne Schmidhuber, Schmidhuber & Partner, München
- Christoph Bauder, white void, Berlin

2016
- Bjarke Ingels, BIG, Dänemark
- Studio Feixen, Luzern
- Kajsa Balkfors, Art of Hosting Pionierin, Schweden
- Fleur Greebe, Lava Design, Amsterdam, Peking
- Matthias Kindler, Thecompanies, München
- Katy Müller, Gourdin-Müller, Leipzig
- Thomas Hundt, jangled nervs, Stuttgart
- Tilla Goldberg, Identity Architects der Ippolito Fleitz Group, Stuttgart
- Christian Beinke und Ludwig Kannicht, Dark Horse Innovation, Berlin
- uvm.